# Fred Niblo junior
Fred Niblo junior (* 23. Januar 1903 in New York; † 18. Februar 1973 in Encino, Kalifornien) war ein US-amerikanischer Drehbuchautor.

## Leben
Fred Niblo Jr. kam 1903 als Sohn des Regisseurs Fred Niblo und der Vaudeville-Künstlerin Josephine Cohan (1874–1916) in New York zur Welt. Er besuchte für ein Jahr die United States Military Academy in West Point. Anschließend war er fünf Jahre lang als Manager der Produktionsfirma seines Onkels George M. Cohan am Broadway tätig. Danach arbeitete er für die New Yorker Zeitung Morning Telegraph. 1928 ging er schließlich nach Hollywood, wo er ab 1931 als Drehbuchautor wirkte. Bereits ein Jahr später erhielt er zusammen mit Seton I. Miller eine Oscar-Nominierung in der Kategorie Bestes adaptiertes Drehbuch für Howard Hawks’ Filmdrama Das Strafgesetzbuch, das auf Martin Flavins gleichnamigem Theaterstück beruht. Bis 1950 war Niblo Jr. an Drehbüchern von knapp 50 Filmen im Auftrag verschiedener Produktionsfirmen beteiligt. Zumeist handelte es sich dabei um Filme mit niedrigem Budget. In den 1950er Jahren arbeitete er auch für das US-amerikanische Fernsehen.
Mit seiner Ehefrau Patricia Henry (1910–1998), mit der er bis zu seinem Tod im Jahr 1973 verheiratet war, hatte er die drei gemeinsamen Kinder Moira (verh. Obermeyer), Ann (verh. Rupp) und Dennis. Sein Grab befindet sich auf dem San Fernando Mission Cemetery in Mission Hills, Los Angeles.

## Filmografie (Auswahl)
- 1930: Das Strafgesetzbuch (The Criminal Code)
- 1933: Abenteuer in zwei Erdteilen (King of the Jungle)
- 1934: Der Weg ins Verderben (Fugitive Lady)
- 1937: The Game That Kills
- 1940: Ein Bombenerfolg (An Angel from Texas)
- 1941: Von Stadt zu Stadt (The Wagons Roll at Night)
- 1950: Verurteilt (Convicted)

## Auszeichnungen
- 1931: Oscar-Nominierung in der Kategorie Bestes adaptiertes Drehbuch zusammen mit Seton I. Miller für Das Strafgesetzbuch